# WrestleMania 23
WrestleMania 23 – 23. edycja sztandarowej gali wrestlingu federacji World Wrestling Entertainment – WrestleManii, która odbyła się dnia 1 kwietnia 2007 roku na stadionie Ford Field w Detroit. Była to druga gala z serii WrestleManii, która odbyła się na obszarze metropolitalnym miasta Detroit (poprzednią była gala WrestleMania III, która odbyła się w hali Pontiac Silverdome w Pontiac w stanie Michigan w 1987). Wydarzenie oferowało dziewięć walk w tym jedną jako pre-show dark match.
Walką wieczoru było starcie o mistrzostwo WWE Championship pomiędzy Johnem Ceną a Shawnem Michaelsem. W pozostałych ważnych walkach: 1) Chris Benoit obronił WWE United States Championship przeciwko Montelowi Vontaviousowi Porterowi; 2) The Undertaker pokonał Batistę zostając nowym WWE World Heavyweight Championem; 3) Melina obroniła mistrzostwo kobiet federacji WWE w lumberjill matchu z Ashley; 4) W trzecim w historii Money in the bank ladder matchu walizkę z kontraktem na walkę o wybrane mistrzostwo zdobył Mr. Keneddy; 5) W „bitwie miliarderów” – Donaldem Trumpem i prezesem WWE Vince’em McMahonem, którzy wystawili swoich reprezentantów do walki (odpowiednio: Bobby’ego Lashleya i Umagę) zwyciężył Trump i jego reprezentant Bobby Lashley – walka odbyła się również w zakładzie „włosy kontra włosy” z sędzią specjalnym Stone Coldem Steve’em Austinem.
WrestleMania 23 jest czwartą galą z tej serii pod względem widowni zgromadzonej w hali (80 103 widzów). Wyprzedziły ją kolejno: WrestleMania 29 (80 676 widzów), WrestleMania III (93 173 widzów) oraz WrestleMania 32 (101 763 widzów).

## Przebieg gali

### Najważniejsze walki i wydarzenia gali
Przed rozpoczęciem walk pieśń patriotyczną „America the Beautiful” zaśpiewała Aretha Franklin, która wystąpiła na WrestleManii po raz drugi po 20 latach (poprzednio zaśpiewała tę samą pieśń podczas gali WrestleMania III).
Walka wieczoru pomiędzy Johnem Ceną a Shawnem Michaelsem o tytuł WWE Championship rozpoczęła się od efektownych wejść obu zawodników, przy czym najlepszego wejścia na halę dokonał Cena, który wjechał na obiekt Ford Field, Fordem Mustangiem V, wcześniej przejeżdżając nim szereg ulic Detroit. Walka obfitowała w wymiany ciosów i akcje sygnaturowe obu zawodników – zarówno Cena jak i Michaels kontrowali ataki na siebie. Pod koniec starcia HBK wykonał na Cenie Sweet Chin Music i był bliski wygrania walki, jednak sędzia doliczył do dwóch klepnięć w matę ringu po tym jak Cena zdążył odciągnąć łopatkę od przypięcia. Następnie Cena próbował wykonać rzut F-U jednak Michaels zastosował unik, po czym jednak Cena przeszedł do chwytu submissiowego STFU, po którym HBK odklepał sygnalizując poddanie się. Po walce Michaels odmawia podania dłoni Cenie w geście szacunku po czym odchodzi, a następnie odwraca się ponownie patrząc na Cenę. Cena salutuje Michaelsowi, a następnie wraca na ring trzymając wysoko w powietrzu obroniony pas mistrzowski WWE Championship.
Drugim co do ważności wydarzeniem gali była tzw. „Bitwa Miliarderów” (Battle of the Billionaires) pomiędzy Donaldem Trumpem oraz prezesem WWE – Vince’em McMahonem. Obaj zawodnicy nie stanęli w ringu lecz wystawili do walki swoich reprezentantów – Trump wystawił mistrza ECW – Bobby’ego Lashleya a McMahon – Umagę. Dodatkowo walka ta została umówiona na zakład „włosy kontra włosy” (przegrany musi zostać ogolony na łyso) z sędzią specjalnym Steve’em Austinem. Na początku walki na specjalnej platformie zjechało po rampie krzesło fryzjerskie, na którym przegrany miał zostać ogolony na łyso. Początkowo starcie Umagi z Bobbym Lashleyem przebiegało dość spokojnie gdyż żaden z menedżerów zakładu nie interweniował w walkę. Jednak później nieco się to zmieniło, gdy Lashley próbował przypiąć Umagę – Armando Estrada położył nogę swojego zawodnika na linie powodując przerwanie odliczania przez sędziego. Następnie sam Estrada został wciągnięty na ring po czym Lashley wykonał na nim running powerslam, a następnie wyrzucił go poza ring przez górną linę. Kolejno Umaga ignorował komendy sędziego Steve’a Austina narażając się tym samym Stone Coldowi, który dwukrotnie odciągał go siłą za włosy od Lashleya. Następnie w walkę interweniował Shane McMahon, który skupił swoje działania na okładaniu pięściami Lashleya, a następnie sam przejął sędziowanie walki od wyeliminowanego wcześniej Austina. Podczas odliczania przypinanego Lashleya, Stone Cold odciągnął Shane’a za na nogę poza ring po czym zaczął go okładać razami, potem Austin otrzymał Samoan Spike od Umagi, a kolejno Trump zaatakował McMahona przy ringu powalając go na ziemię. Następnie Umaga próbował po raz kolejny wykonać Samoan Spike na Stone Coldzie jednak ten skontrował cios wystawiając Umagę pod spear od Lashleya, po którym ten zwyciężył przypinając przeciwnika. Po walce Shane McMahon rzucił się jeszcze na Austina jednak ten obalił go rzutem Lou Thesz-press po czym wykonał na nim swój markowy manewr Stone Cold Stunner. W międzyczasie Vince McMahon próbował opuścić stadion by nie ponieść realizacji zakładu jakim było ogolenie głowy przegranego, jednak został siłą sprowadzony na ring przez Bobby’ego Lashleya. W ringu Vince McMahon otrzymał Stone Cold Stunnera od Austina i usadzono go na krześle fryzjerskim po czym Steve Austin przytrzymywał głowę McMahona, a z kolei Trump i Lashley golili ją maszynkami. Na koniec gali Donald Trump również otrzymał Stone Cold Stunnera od Austina.
Kolejną ważną walką gali był mecz o tytuł WWE World Heavyeight Championship pomiędzy broniącym pasa Batistą a The Undertakerem. Walka rozpoczęła się bardzo agresywnie – Batista od razu wykonał na The Undertakerze spear powalając go na matę ringu. Później Undertaker wykonał serię swoich akcji sygnaturowych na Batiście, kolejno: guillotine leg drop i Old School – próbował również zastosować rzut chokeslam jednak Batista odjął rękę Undertakera zaciśniętą na jego gardle. Później walka przeniosła się w miejsce stołów komentatorskich. Pod koniec starcia Batista wykonał na Undertakerze swoją akcję kończącą – Batista Bomb po czym przeszedł do przypięcia swojego oponenta, jednak Undertaker zdążył odciągnąć łopatkę od maty ringu na drugim klepnięciu przez sędziego. Następnie Batista próbował po raz drugi wykonać swojego finishera jednak został skontrowany przez swojego przeciwnika. Kolejno Undertaker wykonał na Batiście swój markowy finisher Tombstone Piledriver i tym samym zakończył starcie zdobywając tytuł World Heavyweight Championship i podnosząc serię wygranych walk na WrestleManii na bilans 15–0.
Innym priorytetowym wydarzeniem był trzeci w historii federacji WWE Money in the bank ladder match w którym udział wzięło ośmiu zawodników. Początkowo wszyscy zawodnicy walczyli przeciwko sobie na zasadzie free for all (ang. „wszyscy na wszystkich”) wykorzystując przy tym kilka dużych drabin oraz jedną małą – dwuszczeblową drabinkę. Wpierw najbliżej zdobycia walizki byli obaj Matt i Jeff Hardy, którzy wspinali się po tej samej drabinie do góry, jednak zostali zrzuceni z niej przez Finlaya. Później Edge wykonał spear na każdym z pozostałych oponentów i również był bliski sięgnięcia zawieszonego nad ringiem kontraktu jednak tym razem przeszkodził mu w tym Randy Orton. Następnie Jeff Hardy wykonał bardzo niebezpiecznie wyglądającą akcję wysokiego ryzyka skacząc ze szczytu drabiny rozłożonej na ringu wprost na leżącego na innej drabinie Edge’a łamiąc jednocześnie tę drabinę. Kolejno Orton wykonał serię RKO na swoich rywalach. Ostatecznie kontrakt na walkę o wybrane mistrzostwo przypadł Mr. Kennedy’emu, który uderzając drabiną CM Punka wspinającego się po walizkę wykorzystał moment by zdobyć umowę zawieszoną nad ringiem.

### Rezultaty walk
| #                                        | Walka | Stypulacja walki                                                                     | Czas  |
| ---------------------------------------- | --- | ------------------------------------------------------------------------------------ | ----- |
| Dark match                               | Ric Flair i Carlito pokonali Gregory’ego Helmsa i Chavo Guerrero                                                                                                   | Tag team lumberjack match                                                            | 05:13 |
| 1                                        | Mr. Kennedy pokonał Edge’a, CM Punka, King Bookera (wraz z Queen Sharmell), Jeffa Hardy, Matta Hardy, Finlaya i Randy’ego Ortona                                   | Money in the bank ladder match                                                       | 19:05 |
| 2                                        | The Great Khali pokonał Kane’a | Singles match                                                                        | 05:31 |
| 3                                        | Chris Benoit (c) pokonał Montela Vontaviousa Portera | Singles match o WWE United States Championship                                       | 09:19 |
| 4                                        | The Undertaker pokonał Batistę (c) | Singles match o World Heavyweight Championship                                       | 15:47 |
| 5                                        | The ECW Originals (Tommy Dreamer, Sabu, The Sandman i Rob Van Dam) pokonali The New Breed (Elijah Burke, Marcus Cor Von, Matt Striker i Kevin Thorn (wraz z Ariel) | 8-man tag team match                                                                 | 06:25 |
| 6                                        | Bobby Lashley (wraz z Donaldem Trumpem) pokonał Umagę (wraz z Vincem McMahonem i Armando Alejandro Estradą)                                                        | Hair vs. Hair Battle of the Billionaires match z sędzią specjalnym Steve’em Austinem | 13:04 |
| 7                                        | Melina (c) pokonała Ashley | Lumberjill match o WWE Women's Championship                                          | 03:13 |
| 8                                        | John Cena (c) pokonał Shawna Michaelsa | Singles match o WWE Championship                                                     | 28:20 |
| (c) – mistrz(owie)/mistrzyni przed walką | |                                                                                      |       |

### Oceny wydarzenia
Gala została pozytywnie przyjęta przez krytyków. Dziennikarze Dale Plummer i Nick Tylwalk z Canadian Online Explorer ocenili całą galę 8 na 10 gwiazdek. Walka Battle of the Billionaires otrzymała również 8 na 10 gwiazdek. Starcie  Batista vs The Undertaker o mistrzostwo World Heavyweight Championship otrzymało 7.5 na 10 gwiazdek. Walka wieczoru – John Cena vs Shawn Michaels o WWE Championship oraz Money in the bank ladder match otrzymały najwyższe noty – 9 na 10 gwiazdek. Najgorsze noty zebrała walka Kane’a z The Great Khalim (0.5 na 10 gwiazdek) oraz walka o WWE Women’s Championship pomiędzy Meliną a Ashley (2 na 10 gwiazdek).